# Ytre Tasta
Ytre Tasta est un quartier (delområde), situé dans l'arrondissement de Tasta, dans la ville de Stavanger, en Norvège. Sa population est de 7 909 habitants (données de 2005), et son aire est de 6,01 km2. L'autre quartier de cet arrondissement se nomme Indre Tasta.